# L'ull d'Eva
L'ull d'Eva (en noruec Evas øye) és una pel·lícula noruega de 1999 basada en una novel·la policial de Karin Fossum amb el mateix títol. Fou dirigida per Berit Nesheim. Ha estat doblada al català.

## Argument
Eva és una jove que camina amb la seva filla petita. Troben un cos a la vora del riu. L'Eva va corrent al telèfon més proper, però en comptes de trucar a la policia i fer una denúncia, truca al seu vell pare malalt i li pregunta com està. Així menteix a la seva filla que ha trucat a la policia. Finalment resulta que l'Eva està connectada amb el cadàver que és Egil Einarsson. Tot comença quan l'Eva coneix accidentalment la seva vella amiga de la infància Maja Durban en una llibreria. Estan contents de retrobar-se i anar a la piscina. La Maja diu que es guanya la vida venent el seu cos. Rep clients a casa seva i l'Eva, que està lluitant amb les finances, s'anima a fer com la Maja. Després d'emborratxar-se, l'Eva es deixa convèncer perquè ho intenti. Però primer, la Maja li ensenyarà com fer-ho. L'Eva és ara a l'apartament de la Maja i arriba una de les prostitutes de la Maja. El client no sap que l'Eva és a l'apartament i que els escolta. L'Eva escolta el que passa al dormitori on la Maja està amb la prostituta. Llavors l'Eva sent soroll de l'habitació i troba la Maja assassinada al llit. El client ha desaparegut. Eva entra en pànic i fuig. Aleshores se li acudeix una cosa que la Maja li va dir abans de morir. La Maja tenia una bona suma de diners amagada a la cabana i l'Eva vol trobar aquests diners. Quan arriba a la cabana, després de moltes recerca, troba els diners per a la Maja. Però llavors algú arriba a la cabana.

## Llista de repartiment
| Actor               | Paper           |
| ------------------- | --------------- |
| Andrine Sæther      | Eva Magnus      |
| Bjørn Sundquist     | Konrad Sejer    |
| Gisken Armand       | Maja Durban     |
| Sverre Anker Ousdal | Larsgaard       |
| Dennis Storhøi      | Sool            |
| Marit Andreassen    | Sylvi Davidsen  |
| Per Egil Aske       | Peddik          |
| Christin Borge      | Sofie           |
| Linda Tomine Coles  | Jenny           |
| Rune Hekkelstrand   | Skarre          |
| Anne Marit Jacobsen | sosialarbeider  |
| Astri Jacobsen      | Sejers mor      |
| Kristin Kajander    | Jorun Einarsson |
| Svein Roger Karlsen | Egil Einarsson  |
| Lasse Kolsrud       | Córdoba         |
| Sven Nordin         | Jostein Magnus  |
| Grete Nordrå        | damen med hund  |
| Henrik Scheele      | Karlsen         |
| Marius Sønstrød     | Jan Henry       |